# Sybra pseudosignata
Sybra pseudosignata är en skalbaggsart som beskrevs av Stefan von Breuning 1939. Sybra pseudosignata ingår i släktet Sybra och familjen långhorningar.
Artens utbredningsområde är Sri Lanka. Inga underarter finns listade i Catalogue of Life.